# Tanyproctus bicuspidatus
Tanyproctus bicuspidatus är en skalbaggsart som beskrevs av Henri de Peyerimhoff 1926. Tanyproctus bicuspidatus ingår i släktet Tanyproctus och familjen Melolonthidae. Inga underarter finns listade i Catalogue of Life.